# Tadeusz Markowski (inżynier)
Tadeusz Bożydar Markowski (ur. 1947 w Zielonej Górze) – polski inżynier i konstruktor, profesor nauk technicznych, rektor Politechniki Rzeszowskiej im. Ignacego Łukasiewicza w kadencjach 1999–2002, 2002–2005 i 2016–2020.

## Życiorys
Ukończył Technikum Mechaniczno-Elektryczne w Rzeszowie, następnie w 1970 studia na Wydziale Mechanicznym Wyższej Szkoły Inżynierskiej w tym mieście. W 1978 uzyskał stopień doktora nauk technicznych w zakresie budowy i eksploatacji maszyn na Wydziale Budowy Maszyn Politechniki Poznańskiej. Habilitował się na tej samej jednostce w 1992 na podstawie rozprawy zatytułowanej Synteza przestrzeni styku walcowego zazębienia wichrowatego. W 1990 otrzymał tytuł profesora nauk technicznych jako pierwszy absolwent rzeszowskiej uczelni. Specjalizuje się w zakresie konstrukcji maszyn, w tym w zagadnieniach związanych z przekładniami zębatymi.
Od czasu ukończenia studiów zawodowo związany z WSI w Rzeszowie i następnie Politechniką Rzeszowską. Pracę zawodową podjął jako asystent w Zakładzie Konstrukcji Maszyn, doszedł do stanowiska profesora zwyczajnego w Katedrze Konstrukcji Maszyn. Pełnił funkcję dziekana Wydziału Budowy Maszyn i Lotnictwa oraz prorektora Politechniki Rzeszowskiej. W latach 1999–2005 zajmował stanowisko rektora tej uczelni. W 2016 ponownie został wybrany na rektora Politechniki Rzeszowskiej na czteroletnią kadencję.
Działacz Stowarzyszenia „Wspólnota Polska”.

## Odznaczenia i wyróżnienia
Odznaczony Krzyżem Kawalerskim (2005) i Oficerskim (2010) Orderu Odrodzenia Polski
W 2016 wyróżniony tytułem honorowego obywatelstwa Rzeszowa. W 2017 otrzymał Złoty Medal Akademii Polskiego Sukcesu. W 2021 otrzymał statuetkę „Promotor Polski” w ramach programu „Teraz Polska”.